# Тісю Рю
Тісю Рю, Чі́шю Рю (яп. 笠 智衆, Рю: Чішю:), ромадзі Chishu Ryu; (нар. 13 травня 1904, Тамана, Кумамото, Японія пом. 16 березня 1993, Йокогама, Японія) — японський актор, який за свою кар'єру, що тривала 65 років, знявся у понад 160 кінофільмах та майже у 70-ти телефільмах та серіалах.

## Біографія
Чішю Рю народився 13 травня 1904 року в сім'ї жерця храму Райседзі в одному з сіл префектури Кумамото (Кюсю), де він був другим сином.
У 1924 році Рю приїхав до Токіо, маючи намір вивчати індійську філософію. У 1925-му кінокомпанія «Сьотіку» уперше влаштувала проби для молодих талантів, і однолітки жартома запропонували Рю пройти їх. На його подив, він був прийнятий. Пізніше він говорив, що справив на журі враження університетською формою.
Рю розпочинав акторську кар'єру з епізодів. У 1928 році його помітив Ясудзіро Одзу і дав йому невелику роль у своєму другому фільмі «Мрії юності». У 1929 році Рю одружився з штатною сценаристкою з «Сьотіку», вони жили щасливо до кінця його життя. У 1930-му ім'я Рю уперше з'явилося в титрах і на афішах (фільм Одзу «Університет-то я закінчив…»).
Чішю Рю став постійним актором фільмів Одзу, зіграв у 52-х з 54-х його фільмів. В основному йому діставалися ролі престарілих чоловіків — так, у 1936-му він зіграв старого в першому звуковому фільмі Одзу «Єдиний син», а в знаменитій «Токійській повісті» його персонажеві за сценарієм 72, тоді як акторові під час зйомок було лише 49 років. Рю знявся у понад 100 фільмах інших режисерів, серед яких Кейсуке Кіношіта, Акіра Куросава та інші.
Для світу кіно Чішю Рю був незвичайною фігурою, оскільки не отримав скандальної популярності: в його житті не було таємниць, він не пив, не грав в азартні ігри, не мав хобі, хоча в школі робив успіхи в дзюдо. У щирій автобіографії Рю написав, що він — не природжений і не занадто хороший актор, але якимось невідомим чином Одзу розгледів перспективи в його «неакторській» грі і зумів вивести на світ його приховані якості, що зробили його зіркою.

## Фільмографія (вибіркова)
| Рік  | Українська назва                                           | Оригінальна назва                                                               | Режисер          |
| ---- | ---------------------------------------------------------- | ------------------------------------------------------------------------------- | ---------------- |
| 1930 | Цієї ночі дружина                                          | その夜の妻 / Sono yo no tsuma                                                   | Ясудзіро Одзу    |
| 1932 | Народитися-то я народився...                               | 大人の見る繪本 生れてはみたけれど / Otona no miru ehon — Umarete wa mita keredo | Ясудзіро Одзу    |
| 1934 | Історія про водорості, що пливуть                          | 浮草物語 / Ukigusa monogatari                                                   | Ясудзіро Одзу    |
| 1936 | Єдиний син                                                 | 一人息子 / Hitori musuko                                                        | Ясудзіро Одзу    |
| 1942 | Був собі батько                                            | 父ありき / Chichi ariki                                                         | Ясудзіро Одзу    |
| 1944 | Людина, що прийшла назавжди                                | 還って来た男 / Kaette kita otoko                                                | Юдзо Кавасіма    |
| 1944 | Армія                                                      | 陸軍 / Rikugun                                                                  | Кейсуке Кіношіта |
| 1944 | Діти рука в руку                                           | / Te o tsunagu kora                                                             | Хіросі Інагакі   |
| 1949 | Пізня весна                                                | 晩春 / Banshun                                                                  | Ясудзіро Одзу    |
| 1950 | Сестри Мунеката                                            | 宗方姉妹 / Munekata kyoudai                                                     | Ясудзіро Одзу    |
| 1951 | Раннє літо                                                 | 麦秋 / Bakushū                                                                  | Ясудзіро Одзу    |
| 1951 | Кармен повертається додому                                 | カルメン故郷に帰る / Karumen kokyo ni kaeru                                     | Кейсуке Кіношіта |
| 1951 | Краса життя                                                | / Inochi uruwashi                                                               | Хідео Ооба       |
| 1951 | Милий будинок                                              | 我が家は楽し / Inochi uruwashi                                                  | Хідео Ооба       |
| 1951 | Феєрверк над морем                                         | / Umi no hanabi                                                                 | Кейсуке Кіношіта |
| 1952 | Смак рису із зеленим чаєм                                  | お茶漬けの味 / Ochazuke no aji                                                  | Ясудзіро Одзу    |
| 1953 | Твоє ім'я                                                  | 君の名は / Kimi no na wa                                                        | Хідео Ооба       |
| 1953 | Токійська повість                                          | 東京物語 / Tōkyō monogatari                                                     | Ясудзіро Одзу    |
| 1953 | Твоє ім'я. Частина II                                      | 君の名は 第二部 / Kimi no na wa — dainibu                                       | Хідео Ооба       |
| 1954 | Твоє ім'я. Частина III                                     | 君の名は 第三部 / Kimi no na wa — daisanbu                                      | Хідео Ооба       |
| 1955 | Поки не зійшов місяць                                      | 月は上りぬ / Tsuki wa noborinu                                                  | Кінуйо Танака    |
| 1955 | Мирне життя                                                | 天下泰平 / Tenka taihei                                                         | Тоііо Суґіе      |
| 1955 | Мирне життя. Частина II                                    | 続天下泰平 / Zoku tenka taihei                                                  | Тошіо Суґіе      |
| 1956 | Рання весна                                                | 早春 / Sôshun                                                                   | Ясудзіро Одзу    |
| 1957 | Токійські сутінки                                          | 東京暮色 / Tôkyô boshoku                                                        | Ясудзіро Одзу    |
| 1958 | Життя Мухомацу                                             | 無法松の一生 / Muhomatsu no isshō                                               | Хіросі Інагакі   |
| 1958 | Квіти свята Хіґан                                          | 彼岸花 / Higanbana                                                              | Ясудзіро Одзу    |
| 1959 | Доброго ранку                                              | おはよう / Ohayō                                                                | Ясудзіро Одзу    |
| 1959 | Водорості, що пливуть                                      | 浮草 / Ukigusa                                                                  | Ясудзіро Одзу    |
| 1960 | Пізня осінь                                                | 秋日和 / Akibiyori                                                              | Ясудзіро Одзу    |
| 1960 | Погані сплять спокійно                                     | 悪い奴ほどよく眠る / Warui yatsu hodo yoku nemuru                               | Акіра Куросава   |
| 1960 | Дочка, дружина і мати                                      | 娘・妻・母 / Musume tsuma haha                                                  | Мікіо Нарусе     |
| 1961 | Доля людська                                               | 人間の條件 / Ningen no jōken                                                    | Масакі Кобаясі   |
| 1961 | Осінь в сім'ї Кохаяґава                                    | 小早川家の秋 / Kohayagawa-ke no aki                                             | Ясудзіро Одзу    |
| 1962 | Смак осінньої сайри                                        | 秋刀魚の味 / Sanma no aji                                                       | Ясудзіро Одзу    |
| 1962 | Місце жінки                                                | 女の座 / Onna no za                                                             | Мікіо Нарусе     |
| 1965 | Червона борода                                             | 赤ひげ / Akahige                                                                | Акіра Куросава   |
| 1967 | Найдовший день Японії                                      | 日本のいちばん長い日 / Nihon no ichiban nagai hi                                | Кіхаті Окамото   |
| 1968 | Людина-куля                                                | 肉弾 / Nikudan                                                                  | Кіхаті Окамото   |
| 1969 | Чоловікові живеться важко                                  | 男はつらいよ / Otoko wa tsurai yo                                               | Йодзі Ямада      |
| 1969 | Чоловікові живеться важко. Продовження                     | 続・男はつらいよ / Zoku otoko wa tsurai yo                                      | Йодзі Ямада      |
| 1970 | Чоловікові живеться важко. Фільм 3: Його ніжна любов       | 男はつらいよ フーテンの寅 / Otoko wa tsurai yo: Fûten no Tora                   | Адзума Морісакі  |
| 1970 | Чоловікові живеться важко. Фільм 4: Великі плани Тора-сану | 新・男はつらいよ / Shin otoko wa tsurai yo                                      | Сунічі Кобаяші   |
| 1970 | Сім'я                                                      | / Kazoku                                                                        | Йодзі Ямада      |
| 1974 | Фортеця на піску                                           | 砂の器 / Suna no utsuwa                                                         | Йошітаро Номура  |
| 1984 | Похорони                                                   | お葬式 / Osōshiki                                                               | Дзюдзо Ітамі     |
| 1985 | Місіма                                                     | Mishima: A Life in Four Chapters                                                | Пол Шредер       |
| 1988 | Збирачка податків 2                                        | マルサの女2 / Marusa no onna 2                                                  | Дзюдзо Ітамі     |
| 1990 | Сни                                                        | 夢 / Yume                                                                       | Акіра Куросава   |
| 1991 | Коли настане кінець світу                                  | Bis ans Ende der Welt                                                           | Вім Вендерс      |

## Визнання
| Рік                       | Категорія/Нагорода            | Фільм                             | Результат | Результат |
| ------------------------- | ----------------------------- | --------------------------------- | --------- | --------- |
| Премія «Майніті»          |                               |                                   |           |           |
| 1949                      | Найкращий актор               | Діти рука в руку                  | Перемога  |           |
| 1952                      | Найкращий актор               | Краса життя та Феєрверк над морем | Перемога  |           |
| 1971                      | Найкращий актор другого плану | Сім'я                             | Перемога  |           |
| 1991                      | Спеціальна премія за кар'єру  | Спеціальна премія за кар'єру      | Перемога  |           |
| Премія Блакитна стрічка   |                               |                                   |           |           |
| 1952                      | Найкращий актор другого плану | Краса життя та Милий будинок      | Перемога  |           |
| Премія Японської академії |                               |                                   |           |           |
| 1994                      | Спеціальна премія за кар'єру  | Спеціальна премія за кар'єру      | Перемога  |           |